# Hala Michalskiego

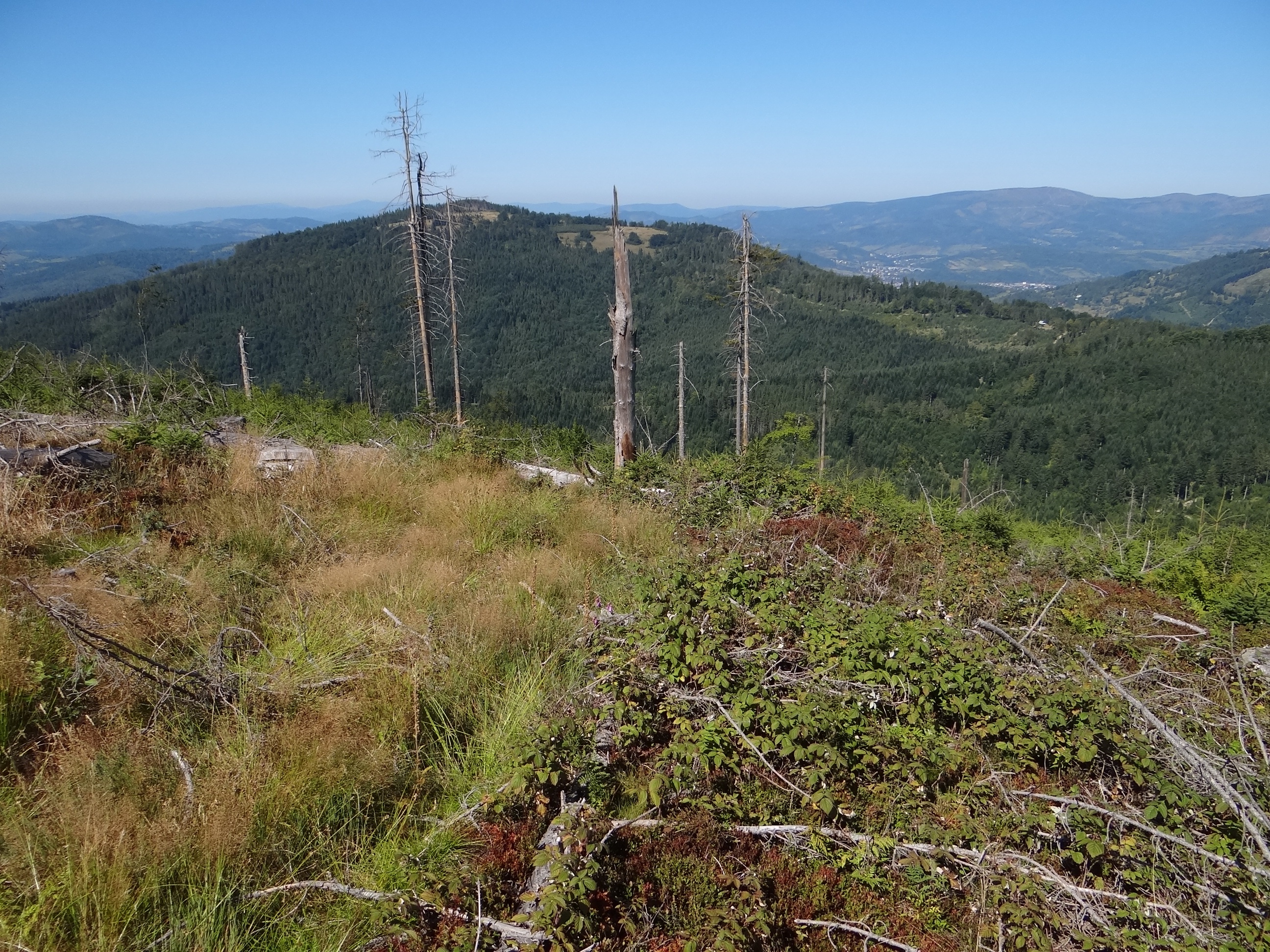
Sucha Góra i jej dwie polany (Hala Michalskiego z lewej strony)

Hala Michalskiego – polana na Suchej Górze w Beskidzie Żywieckim. Zajmuje podwierzchołkowe, południowe stoki Suchej Góry. Za niewielkim pasem lasu na północno-wschodnich podwierzchołkowych stokach Suchej Góry znajduje się druga polana – polana Sucha Góra. Takie ujęcie prezentuje mapa Compass i lotnicza mapa Geoportalu, na mapie topograficznej Geoportalu obydwie polany objęte są wspólną nazwą – polana Sucha Góra, również przewodnik Beskid Żywiecki wymienia tylko tę jedną nazwę. Jej nazwa, podobnie, jak wielu innych hal w Beskidzie Żywieckim pochodzi od nazwiska. Z powodów ekonomicznych zaprzestano już użytkowania Hali Michalskiego (podobnie, jak większości wysoko położonych polan w polskich Karpatach).
Hala znajduje się w granicach miejscowości Rajcza w województwie śląskim, w powiecie żywieckim, w gminie Rajcza.